# ウルーズガーン州の結婚式パーティー空爆
ウルーズガーン州の結婚式パーティー空爆（Uruzgan wedding bombing）は、2002年7月1日、アフガニスタンのウルーズガーン州で行われていた祝砲をあげている民間の結婚式に対して、アメリカ合衆国のアメリカ空軍（アメリカ軍）が爆撃を行った作戦。

## 解説
2002年7月1日、アフガニスタンのウルズガン州で、アメリカ空軍が結婚パーティーに対し空爆を行った。
アメリカ空軍のAC-130攻撃機が夜間の結婚式をターリバーンの集会と誤認した事で発生した。アフガニスタンの結婚式では武器が発射されることが多く、そのため結婚式で武器や銃声が聞こえるのは珍しいことではなかった。その事から、アメリカ空軍機は対空砲火の標的になっていると判断し攻撃を行ったが、結果として民間人54人が死亡、50人以上が負傷した。アフガニスタン政府は、それは結婚式であり、招待客はお祝いに銃弾を空に向けて発射したのだと裏付けている。

## その後
この攻撃は、アフガニスタン戦争初期にアメリカ軍が犯した多くの過失犯罪の一つとして挙げられている。罪のない家族を殺害したことで、パシュトゥンワリ族の伝統にのっとり、厳しい復讐を要求した。
2002年7月3日、ジョージ・W・ブッシュ大統領は襲撃事件の遺族に哀悼の意を表し、2002年9月8日、アメリカ合衆国は調査を終了、軍の行動に問題はないと発表した。